# Streblidae
Streblidae là một họ ruồi trong liên họ Hippoboscoidea, và cùng với các họ hàng của nó là Nycteribiidae tạo thành nhóm ruồi dơi.

## Phân loại
Họ này có khoảng 237 loài được chia thành 33 chi và 5 phân họ. Một số tác giả đề xuất rằng, họ Streblidae và Nycteribiidae có thể hợp thành một họ monophyletic bao gồm tất cả các loài ruồi dơi.
- Phân họ Brachytarsininae Speiser 1900 (sometimes Nycteriboscinae)

- Chi Brachytarsina Macquart, 1851
- Chi Megastrebla Maa, 1971

- Phân chi Aoroura
- Phân chi Megastrebla Maa, 1971

- Chi Raymondia Frauenfeld, 1855
- Chi Raymondiodes Jobling, 1954

- Phân họ Ascodipterinae Monticelli 1898

- Chi Ascodipteron Adensamer, 1896
- Chi Maabella Hastriter & Bush, 2006
- Chi Paraascodipteron Advani & Vazirani, 1981

- Phân họ Nycterophiliinae Wenzel, 1966

- Chi Nycterophilia Ferris, 1916
- Chi Phalconomus Wenzel, 1984

- Phân họ Streblinae Speiser, 1900

- Chi Anastrebla Wenzel, 1966
- Chi Metelasmus Coquillett, 1907
- Chi Paraeuctenodes Pessôa & Guimarães, 1937
- Chi Strebla Wiedemann, 1824

- Phân họ Trichobiinae Jobling, 1936

- Chi Anatrichobius Wenzel, 1966
- Chi Aspidoptera Coquillett, 1899
- Chi Eldunnia Curran, 1934
- Chi Exastinion Wenzel, 1966
- Chi Joblingia Dybas & Wenzel, 1947
- Chi Mastoptera Wenzel, 1966
- Chi Megistopoda Macquart, 1852
- Chi Megistapophysis Dick & Wenzel, 2006
- Chi Neotrichobius Wenzel & Aitken, 1966
- Chi Noctiliostrebla Wenzel, 1966
- Chi Paradyschiria Speiser, 1900
- Chi Parastrebla Wenzel, 1966
- Chi Paratrichobius Costa Lima, 1921
- Chi Pseudostrebla Costa Lima, 1921
- Chi Speiseria Kessel, 1925
- Chi Stizostrebla Jobling, 1939
- Chi Synthesiostrebla Townsend, 1913
- Chi Trichobioides Wenzel, 1966
- Chi Trichobius Gervais, 1844
- Chi Xenotrichobius Wenzel, 1976